# IIFA Award/Style Icon of the Year
Der Preis Style Icon of the Year ist eine Kategorie des IIFA und wird an denjenigen verliehen, der im Vorjahr durch seine schauspielerischen Leistungen und Erfolge in der Filmindustrie Bollywoods besonders geehrt wird.
Die Gewinner des IIFA Style Icon of the Year Award waren:
| Jahr | Schauspieler   |
| ---- | -------------- |
| 2000 | kein Preis     |
| 2001 | kein Preis     |
| 2002 | kein Preis     |
| 2003 | kein Preis     |
| 2004 | Saif Ali Khan  |
| 2005 | Hrithik Roshan |
| 2006 | kein Preis     |
| 2007 | kein Preis     |